# Orestias (Orchidaceae)
Orestias es un género de orquídeas, de la tribu Malaxideae de la familia (Orchidaceae). Comprende 5 especies descritas y de estas, solo 4 aceptadas. Es originaria de África tropical.

## Taxonomía
El género fue descrito por Henry Nicholas Ridley y publicado en Journal of the Linnean Society, Botany 24: 197. 1887. La especie tipo es:  Orestias elegans Ridl.,

## Especies aceptadas
A continuación se brinda un listado de las especies del género Orestias (orquídea) aceptadas hasta marzo de 2013, ordenadas alfabéticamente. Para cada una se indica el nombre binomial seguido del autor, abreviado según las convenciones y usos.
- Orestias cardiophylla (Rchb.f.) Marg.
- Orestias foliosa Summerh.
- Orestias micrantha Summerh.
- Orestias stelidostachya (Rchb.f.) Summerh.